# محمد بهي الدين عرجون
محمد بهي الدين عرجون أستاذ ديناميكا المركبات الفضائية والطيران بكلية الهندسة في جامعة القاهرة ومدير برنامج الفضاء المصري السابق، ويطلق عليه لقب «أبو الفضاء المصري».

## مؤلفاته
ساهم محمد بهي الدين عرجون بتأليف كتب عن الفضاء مثل "الفضاء الخارجي واستخداماته السلمية"، الذي صدر ضمن سلسلة عالم المعرفة.

## المشروع الفضائي المصري
ولدت فكرة المشروع الفضائي المصري في نيسان 1995. عقدت ندوة في كانون الأول 1995 بعنوان مصر والفضاء الخارجي شارك فيها مهتمون بقضية الفضاء في مصر، وبعد ذلك حاز الموضوع اهتماماً رسمياً ومر عليه أربعة وزراء للبحث العلمي بداية من فينيس كامل مروراً بمفيد شهاب وعمرو سلامة، وأخيرا هاني هلال. أطلق الساتل الفضائي ايجبت 1 عام 2003 ولكن فقد الاتصال به عام 2006 مما أدى إلى توقف المشروع. كان العمر الافتراضي للساتل المصري خمس سنوات، يعمل خلال السنوات الثلاث الأولى منها بكفاءة عالية، وبكفاءة أقل خلال الفترة المتبقية، بينما كان عمره الفعلي 3 سنوات و3 أشهر.